# دنیله پونتونی
دنیله پونتونی (ایتالیایی: Daniele Pontoni؛ زادهٔ ۸ سپتامبر ۱۹۶۶) دوچرخه‌سوار اهل ایتالیا است.
وی در مسابقات کشوری و بین‌المللی در مجموع برندهٔ ۱ مدال طلا، ۱ مدال نقره شده‌است.